# ザン

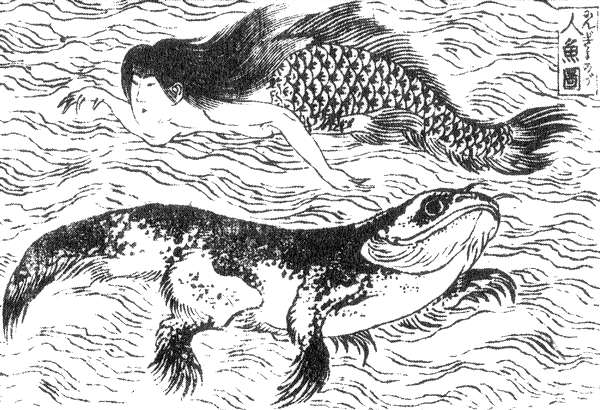
葛飾北斎画『椿説弓張月』より「人魚図」。人魚の下に描かれている生物が、沖縄のジュゴンと解釈されている。

ザンは、鹿児島県奄美群島および沖縄県での伝承上の魚、またはジュゴンのこと。「ザンノイオ」ともいう。
名称についてはジュゴン#名称も参照のこと。

## 口承
沖縄の口承によれば、時おり数匹のザンが浅瀬に上がってくるが、それを漁師が捕えて家へ持って帰ると、その家の主婦が死ぬか、家族の誰かが海で災難に遭うため、捕らえて食べる際にも決して持って帰ってはならず、浜で直接料理して食べなければならないという。
また、奄美大島では、ときどき人間そっくりの顔を持つ魚が海上に浮かびあがり、船上の人に顔を見せてから沈むといい、これが現れると必ず海が大荒れになるので、船は急いで寄港したという。奄美の民俗学者・恵原義盛はこれを「チュンチライュ」と名づけ、自著『奄美怪異談抄』においてジュゴンか人魚のことと推測しているが、書籍によってはこれがザンと解釈されている。

## 伝説
沖縄出身の民俗学者・上勢頭亨の著書『竹富島誌』によれば、石垣島ではザンは美女の上半身と魚の下半身を持つ人魚とされ、ザンが津波を予言したという伝説が以下のように述べられている。
石垣島の野底村（現・石垣市）でのこと。ある夜遅く、漁師3人を含む若者たちが浜で遊んでいたところ、海の向こうから女の声が聞こえてきた。翌朝、その漁師3人が声の主を確かめようと船を出し、網を放ったところ、ザンが捕らえられた。漁師たちは喜んでザンを持ち帰ろうとしたものの、ザンが「私は海の外では生きられません」と涙ながらに命乞いをするので、漁師たちはザンを海へ帰してあげた。ザンは逃がしてくれた御礼にと「間もなくこの村に津波がやって来ます。早く山へ逃げて下さい」と告げ、海へ消えて行った。
3人は大急ぎで陸へ引き返し、人々にザンの告げたことを知らせて回った。付近の白保村では誰にも信じられなかったが、かろうじて信じた野底村の人々は3人と共に山へ避難した。
その日の夕刻。黒雲が立ち込めると共に、水平線の彼方から巨大な壁のような大津波が押し寄せてきた。山へ逃げた野底村の人々は生き延びたものの、お告げを信じなかった白保村の人々は皆、この大津波に飲み込まれてしまった。これが、日本最大の津波ともされる1771年（明和8年）4月24日の八重山地震の津波（明和大津波）だったという。